# 莫朗 (安德尔-卢瓦尔省)
莫朗（法語：Morand，法語發音：[mɔʁɑ̃]）是法国安德尔-卢瓦尔省的一个市镇，位于该省东部偏北，属于图尔区。

## 地理
莫朗（47°33'45"N, 1°0'36"E）面积14.62 平方千米，位于法国中央-卢瓦尔河谷大区安德尔-卢瓦尔省，该省份为法国中西部省份，北起萨尔特省、东北接卢瓦-谢尔省，东南接安德尔省，南至维埃纳省，西临曼恩-卢瓦尔省。
与莫朗接壤的市镇（或旧市镇、城区）包括：欧特雷什、图赖讷地区欧祖埃尔、达姆玛丽莱布瓦、圣西尔迪戈、圣尼古拉德莫泰、索奈。

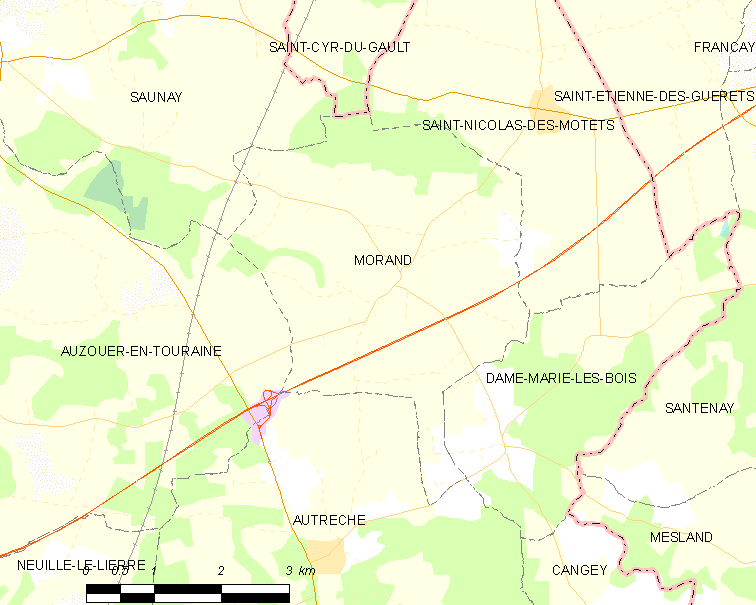
的OSM定位图

莫朗的时区为UTC+01:00、UTC+02:00（夏令时）。

## 行政
莫朗的邮政编码为37110，INSEE市镇编码为37160。

## 政治
莫朗所属的省级选区为雷诺堡县。

## 人口

1962-2008年间人口变化图示

莫朗于2022年1月1日时的人口数量为348人。